# مصطفى أمين أرسلان
مصطفى أمين أرسلان (1848-17 يوليو 1914) سياسي لبناني في الدولة العثمانية.  ينتمي إلى عائلة أرسلان الدرزية المعروفة، ولد في الشويفات ودرس في بيروت ثم ذهب إلى الآستانة في 1869. عيّن قائمقام الشوف في 1873، تناوب مع نسيب باشا جنبلاط قرابة ثلاثين سنة على الحكم، أكمل بناء القصر الذي كان باشر به والده - سراي بعقلين حالياً - ويعتبر من أجمل ما بني في القرن 19 في لبنان. كان عضواً في الجمعية العلمية السورية.

## سيرته
ولد مصطفى بن أمين بن عباس ابن فخر الدين أرسلان سنة 1848 في الشويفات من قرى قضاء عاليه ولما مات والده اهتمّ بتربيته أخوه الأمير محمد، فتعلم إلى جانب العربية اللغات التركية العثمانية في المدرسة الوطنية التي دخلها في 1863، ثم درس الإنجليزية والفرنسية، وتوجه إلى الآستانة سنة 1869، فحصل هناك على الرتبة الثالثة. وفي 1873 عين قائمقاماً للشوف فما ليث أن استقال فعين قائمقاماً لقضاء حمص، ثم عيّن ثانية في قائمقامية الشوف، فقام في أثناء تمرسه بالوظيفة بأعمال جليلة، وقد بني سراي بعقلين، ونفّذ عدداً من الإصلاحات، فوجهت إليه المرتبة الثانية سنة 1875، وحصل بعدئذٍ على رتبة بالا وهي قريبة من رتبة وزير. 

بقي مصطفی مع نسيب باشا جنبلاط قرابة ثلاثين سنة، يتراوحان تولي قائمقامية الشوف التي كانت تشمل قضاء عالية أيضا، إلى أن تخلی الأمير عنها نهائياً سنة 1902، «إلّا أنه لم يعتزل السياسة، وظل شديد المهابة، مسموع الكلمة، واسع النفوذ،‌ و له مداخلات مع كبار القوم، وبقي كذلك حتى آخر أيامه، إلّا أنه أخذ يساند الحزب الجنبلاطي في البلاد بعد أن كان آل أرسلان فوق الحزبيّة فنهض الأمير توفيق يساند الحزب اليزبكي، ويروى عن تدخلاته السياسية في آخر حياته أن المتصرف يوسف فرنكو باشا كان على شئ من الانحراف في سياسته، فزحف عدد من كبار شخصيات البلاد إلى مقره في بيت الدين سنة 1909 واجبروه على أن يقسم يمين التقيُّد بأحكام الدستور الذي كان قد صدر سنة 1908، وأن يقصي الأمير قبلان أبي اللمع عن رئاسة مجلس الإدارة، وان يعين سليم بك عمون مكانه، وأن يعزل الأمير توفيق أرسلان من قائمقامية الشوف ويعين الأمير شكيب أرسلان بدلاً منه، وكان الأمير مصطفى على رأس هذا الوفد الذي كان فيه حبيب باشا السعد ونسيب باشا جنبلاط والشيخ كنعان الظاهر ورشيد بك نخلة وغيرهم».

توفي في 17 تموز 19147 ودفن في عين عنوب وله ابن وحيد هو أمين.

## الأوسمة
أحرز إلى جنب رتبة «بالا» عدداً من الأوسمة الرفيعة، منها العثماني الثالث والمجيدي الأول. 

## حياته الشخصية
وصف مصطفى أمين أرسلان «عالي الهمة، شديد الذكاء، فصيح اللسان، قويّ الحجّة، جريئاً شجاعاً أبيّاً ذا شموخ واعتزاز، ويُروی عنه أنه عندما زار السلطان عبد الحميد في الآستانة مع ولده أمين الذي كان ذا مكانة رفيعة هناك، تصرف في الحضرة السلطانية تصرفاً فيه اباء ورفعة ولم يراع الأوصل التي قد نبهه ابنه إليها.»